# Great Wall Hover
Il Great Wall Hover è uno Sport Utility Vehicle di segmento D prodotto dalla casa automobilistica cinese Great Wall Motors a partire dal 2006 al 2012. In alcuni paesi asiatici è stata venduta sotto la denominazione Great Wall Hafu.

## Il contesto
La Hover è stata la prima vettura cinese ad essere venduta ufficialmente in Italia. Si tratta di uno Sport Utility Vehicle lungo oltre 4,60 metri derivato dal telaio a longheroni dell'ultima serie di Opel Frontera. Infatti la casa cinese ha acquistato il progetto dalla General Motors dopo l'uscita di produzione della vettura originale venduta con il marchio Isuzu e sotto la denominazione Axiom. Utilizza sospensioni configurate secondo lo schema a bracci multipli (Multilink); l'avantreno possiede 2 bracci mentre il retrotreno 4.
La linea possiede un frontale arrotondato disegnato dai designer Great Wall mentre la coda è rimasta invariata rispetto all'Axion. Il motore benzina viene prodotto su licenza Mitsubishi; è una versione aggiornata dell'omonimo 2.4 16V 4 cilindri che equipaggiava la Galant negli anni novanta ma depotenziato a 126 cavalli. Sul mercato italiano si può avere anche abbinato ad un impianto a GPL oppure a Metano (Hover Ecodual). Per il mercato asiatico è disponibile anche un motore 2.8 16V turbodiesel da 95 cavalli prodotto dalla Great Wall.
La trazione è integrale permanente ma è disponibile anche una versione con le sole ruote motrici posteriori. Il cambio è un manuale a 5 rapporti più 5 ridotte mentre abbinato all'allestimento di punta (Super Luxury) vi è un automatico a 5 rapporti. La casa dichiara una velocità massima pari a 160 km/h, un consumo di 7,6 km/l nel ciclo medio ed emissioni di anidride carbonica pari a 314 grammi emessi ogni km.

## Hover Limousine

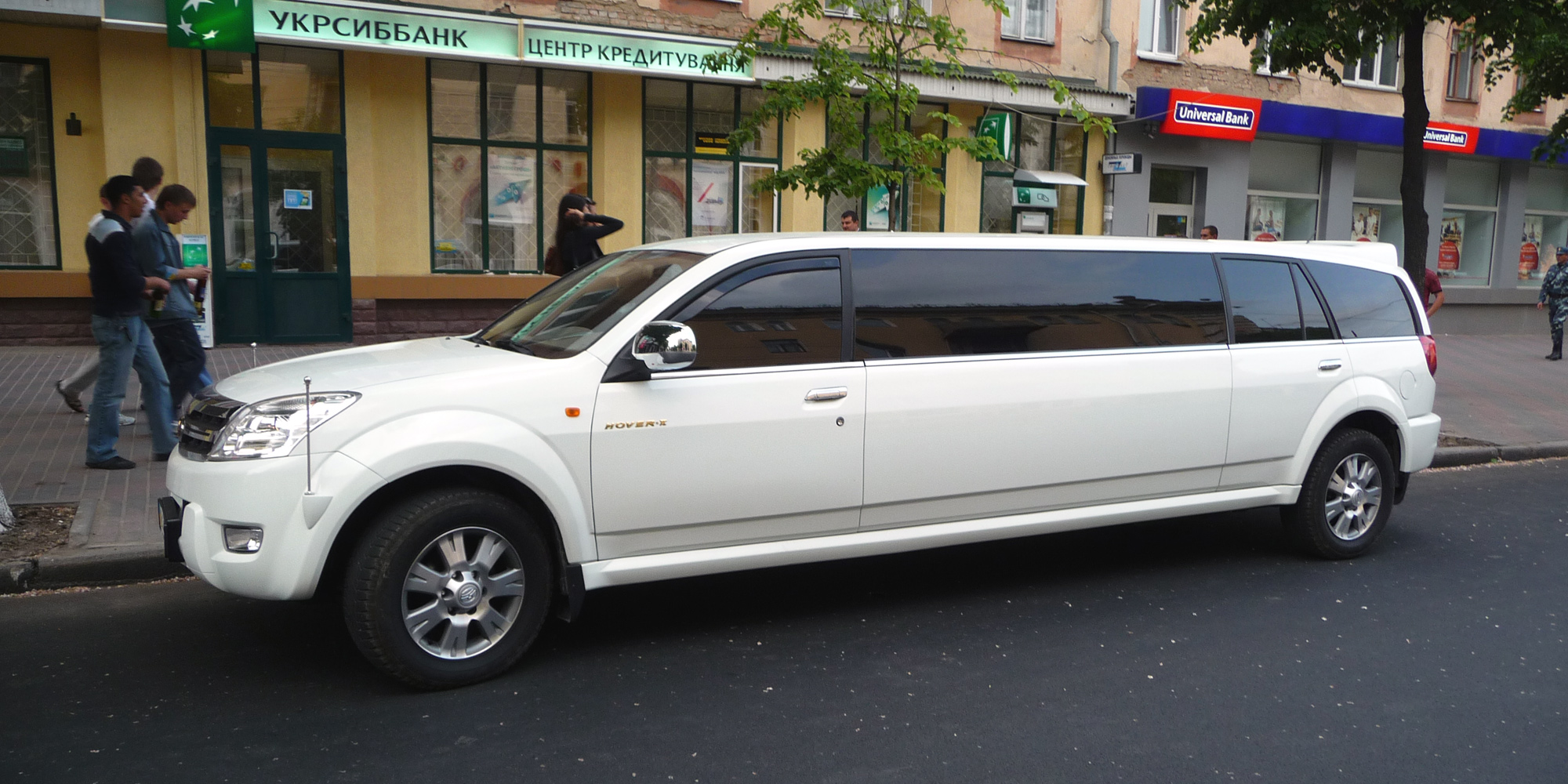
Hover Limousine

La Great Wall mise in commercio anche una versione limousine a passo lungo (LWB) della Hover caratterizzata da un abitacolo dotato di nove posti a sedere.
La versione limousine venduta esclusivamente in pochi mercati asiatici è lunga 6,72 metri ed è equipaggiata con il medesimo motore 2.4 16V benzina.
Tra la dotazione spicca il divisorio che garantisce la privacy tra il guidatore e i passeggeri, numerosi vani porta biccheri e il frigorifero posteriore.
In Cina viene venduta sotto la denominazione Hover π mentre nel resto dell'Asia adotta il nome Hover Pi.